# یانیبایوو (شهرستان زیانچورینسکی، باشقیرستان)
یانیبایوو (انگلیسی: Yanybayevo, Zianchurinsky District, Republic of Bashkortostan) یک شهرک در شهرستان زیانچورینسکی استان باشقیرستان کشور روسیه است.